# 교향곡 2번 (슈만)
독일 작곡가 로베르트 슈만의 《교향곡 2번 다장조 작품번호 61》는 그가 1845년과 1846년 사이에 작곡한 것으로, 번호상으로는 두 번째이지만 완성한 것으로는 세 번째다. 그는 이 작품을 스웨덴과 노르웨이의 국왕인 오스카르 1세에게 헌정되었다.

## 배경
슈만은 1845년 12월 12일에 교향곡의 스케치를 시작했으며 12월 28일까지 전체 작업의 견고한 초안을 작성했다. 그는 다음 해의 대부분을 1846년 2월 12일부터 오케스트라를 편성하는 데 보냈다. 그의 우울증과 귀울림을 포함한 건강 악화로 그는 10월 19일까지 일을 마칠 수 없었다. 따라서 교향곡의 고양된 음색은 작곡 당시 슈만의 건강 문제를 고려할 때 주목할 만하다. 따라서 이 작품은 베토벤 스스로 하일리겐슈타트 유서에서 묘사한 것처럼 운명/비관주의를 향한 루트비히 판 베토벤식의 승리로도 볼 수 있다.

## 구성
교향곡은 전통적인 4악장 형식으로 작성되었으며 19세기에는 종종 스케르초가 아다지오보다 먼저 연주되었다. 느린 악장의 첫 부분(다단조)을 제외하고 4악장 모두 다장조로 되어 있다. 따라서 작업은 동일하다.
1. Sostenuto assai — Allegro, ma non troppo
2. Scherzo: Allegro vivace
3. Adagio espressivo
4. Allegro molto vivace

일반적인 공연은 35분에서 40분 정도이다.

## 대중매체에서의 사용
독일의 작곡가인 제임스 라스트가 연주한 로베르트 슈만의 《교향곡 2번》 2악장의 끝 부분은 1984년부터 1998년까지 대한민국의 한국방송광고공사(현재의 한국방송광고진흥공사의 전신) 산하 공익광고 전담 기구인 공익광고협의회에서 제작한 방송 공익광고의 효과음(징글)으로 사용되었다.